# Traslocando
| Recensione | Giudizio       |
| ---------- | -------------- |
| OndaRock   | Pietra Miliare |

Traslocando è il settimo album di Loredana Bertè, pubblicato nel 1982.
È l'ultimo album realizzato dalla cantante per l'etichetta CGD, è il secondo dei cinque album "americani"  ed è il primo dei tre lavori prodotti da Ivano Fossati per la Bertè. Considerato uno dei migliori album della sua discografia, ottenne un grande successo commerciale (Disco di platino) e di critica; contiene il celebre successo Non sono una signora. 

## Storia
Finito dopo cinque anni il sodalizio sentimentale e professionale fra Loredana Bertè e Mario Lavezzi (che aveva prodotto i suoi album precedenti e scritto per lei alcuni dei suoi più grandi successi), la cantante calabrese apre con Traslocando una nuova fase della sua carriera, inaugurando una proficua collaborazione con l'amico Ivano Fossati (all'epoca compagno della sorella Mia Martini). Il cantautore genovese, che in quegli anni aveva scritto brani di successo per Anna Oxa, Patty Pravo e Mia Martini, aveva già collaborato con la Bertè nell'album Bandabertè del 1979, per il quale aveva composto il brano Dedicato, prima grande hit della cantante. La collaborazione tra Fossati e Bertè proseguirà l'anno successivo con l'album Jazz e nel 1984 con Savoir Faire, che venderanno complessivamente oltre un milione di dischi.
Registrato, come il precedente, a New York, subito dopo la sua uscita Loredana Bertè iniziò una promozione del disco nella Grande Mela: il 33 giri fu pubblicizzato sulla rivista newyorkese Village Voice e la cantante si esibì in due concerti all'Hotel Ritz (22 e 23 ottobre 1982) e in uno allo Xenon. Tra la fine del 1982 e l’inizio del 1983 Traslocando fu anche venduto in alcuni music store di New York.

## Descrizione
L'album, prodotto e realizzato da Ivano Fossati, che ne ha curato anche gli arrangiamenti insieme ai Platinum Hook, è stato registrato tra marzo e aprile 1982 in diversi studi: le parti vocali e il missaggio agli Studi Idea Recording e agli Studi Idea Mix di Milano; le parti strumentali e il mastering rispettivamente ai Media Sound Studios e agli Sterling Sound Studios di New York. Fra i musicisti, oltre allo stesso Fossati e al chitarrista Massimo Luca, vennero richiamati i Platinum Hook, il gruppo funk newyorkese che aveva già suonato nel precedente album della Berté, Made in Italy, e che l'aveva anche accompagnata in tour.
Fossati è autore di cinque brani su dieci, fra cui la hit Non sono una signora, la title track Traslocando (che contiene una citazione del brano ... E di nuovo cambio casa dello stesso Fossati) e J'adore Venise (già incisa l'anno prima da Fossati come lato B del singolo Panama); le altre canzoni portano le firme di Maurizio Piccoli (Per i tuoi occhi, Stella di carta), di Mia Martini e Guido Guglielminetti (Notte che verrà) e di Renato Zero (Una). Steve Daniels, Victor Jones e Robin Corley dei Platinum Hook sono gli autori della musica di I ragazzi di qui, con testo di Fossati.
Nel 1993 è stato ristampato per la prima volta in versione CD.
Il 28 giugno 2021 Traslocando è stato ristampato, per la "70Bertè Vinyl Collection" in occasione del Pride 2021, in una versione inedita da collezione: Limited Pride Edition (Picture Disc+LP nero). È la prima volta, dal 1982, che viene ristampato in vinile.

## Singoli
Il primo singolo estratto, Non sono una signora, ebbe un grande successo commerciale, raggiungendo la terza posizione nella classifica italiana dei singoli e piazzandosi alla numero 32 nella classifica annuale, vendendo oltre mezzo milione di copie; è il singolo più venduto in Italia dalla cantante. Il singolo venne pubblicato anche in Germania, Francia, Paesi Bassi, Spagna e Brasile, riscuotendo un buon successo.
Con questo brano la Bertè vinse Vota la voce e il Festivalbar 1982 a pari merito con Miguel Bosé con Bravi ragazzi e con Ron con Anima. Nel corso degli anni la canzone è divenuta il brano-manifesto di Loredana Bertè.
Sul lato B del 45 giri è presente il brano Radio che non è mai stato inserito in nessun album fino alla pubblicazione nel 2022 del box celebrativo Reloaded (1974 to 1983) dove nel CD Traslocando è inserito come bonus track. 
Il secondo singolo estratto è Per i tuoi occhi che raggiunse la posizione numero 68 tra i 45 giri più venduti del 1982 vendendo 150.000 copie.

## Tracce
1. Per i tuoi occhi – 3:49 (Maurizio Piccoli)
2. Stare fuori – 5:09 (Ivano Fossati)
3. Madre metropoli – 3:33 – Cover di Les caves de l'amour, Jean Paul Dreau con testo di Marco Luberti
4. I ragazzi di qui – 3:22 (testo: Ivano Fossati – musica: Steve Daniels, Victor Jones e Robin Corley)
5. Stella di carta – 3:42 (Maurizio Piccoli)
6. Traslocando – 3:25 (Ivano Fossati)
7. Non sono una signora – 3:26 (Ivano Fossati)
8. Notte che verrà – 3:35 (testo: Domenica Bertè – musica: Guido Guglielminetti)
9. J'adore Venice – 4:04 (Ivano Fossati)
10. Una – 4:30 (testo: Renato Fiacchini, Maurizio Piccoli – musica: Renato Fiacchini, Roberto Conrado)

## Formazione
Musicisti
- Loredana Bertè - voce
- Ivano Fossati - chitarra elettrica, chitarra acustica
- Bobby Douglas - tastiera
- Massimo Luca - chitarra elettrica, chitarra acustica
- Jimmy Maelen - percussioni
- Skipp Ingram - basso
- Steve Daniels - batteria
- Victor Jones - chitarra elettrica
- Wayne Hampton - chitarra elettrica
- Kevin Jasper - tromba
- Glenn Wallace - trombone
- Robin Corley - sax
- Aida Cooper, Mia Martini, Platinum Hook - cori

Produzione
- Ivano Fossati - produzione, realizzazione e co-arrangiamenti; arrangiamenti (tracce 2, 3, 7); co-produzione e co-realizzazione (traccia 2)
- Platinum Hook - co-arrangiamenti
- Michael Brauer - tecnico del suono, missaggio presso Studi Idea Mix (Milano); co-produzione e co-realizzazione (traccia 2)
- Harry Spiridakis - assistente tecnico del suono
- Hank Meyer - coordinamento studi
- Harry Whitaker - arrangiamento e direzione sezione archi
- Paula Bing - contractor
- Andy Hoffman - registrazione fiati, registrazione cori
- Sam Baracchetti - registrazione voce presso Studi Idea Recording, Milano
- Greg Calbi - masterizzazione presso Sterling Sound, New York
- Luciano Tallarini - ideazione e realizzazione copertina
- Mauro Balletti - fotografia

## Copertina
Per la copertina, ideata da Luciano Tallarini, venne effettuato dal fotografo Mauro Balletti (che l'aveva già ritratta sulla cover di Streaking) un provocatorio servizio fotografico con la Bertè vestita da suora su sfondo bianco. Nella foto scelta la cantante è ripresa a mezzobusto, con il volto seminascosto dall'ampia falda del copricapo e le labbra rosso vivo che spiccano fra il bianco e nero del vestito monacale.
Altre foto del medesimo shooting furono utilizzate per il retro e all'interno dell'album.

## Successo commerciale
Nel febbraio del 1983 la rivista musicale italiana Rockstar certifica le oltre 200 000 copie vendute dell'album, con relativo conseguimento del disco di platino. Nel 1989 è sempre Rockstar ad inserire Traslocando fra i 100 migliori dischi del decennio e tra i primi dieci della produzione musicale italiana.
L'album è anche presente nella classifica dei 100 migliori album italiani secondo Rolling Stone Italia alla posizione numero 24.
Nel 2017 il brano J'adore Venise è stato inserito nella colonna sonora del film Chiamami col tuo nome di Luca Guadagnino

## Classifiche
| Classifica (1982) | Posizione massima |
| ----------------- | ----------------- |
| Italia            | 7                 |